# گولوبیه ونژوسکیه
گولوبیه ونژوسکیه (به لاتین: Golubie Wężewskie) یک روستا در لهستان است که در گمینا کوواله اولتسکیه واقع شده‌است.